# Harald Reinkind
Harald Reinkind, né le 17 août 1992 à Tønsberg, est un joueur de handball international norvégien professionnel évoluant au poste d'arrière droit. Il est notamment vice-champion du monde en 2019.

## Palmarès

### En clubs
- Vainqueur du Championnat d'Allemagne (2) : 2016, 2017
  - Deuxième en 2015, 2018
- Vainqueur de la Coupe d'Allemagne (1) : 2018
- Vainqueur de la Supercoupe d'Allemagne (2) : 2016/17, 2017/18
- Vainqueur de la Ligue des champions (1) :  2020

### En sélection
- 14e place au championnat d'Europe 2014
- 4e place au championnat d'Europe 2016
- 7e place au championnat d'Europe 2018
- Médaille d'argent au championnat du monde 2019

## Galerie

Harald Reinkind (n°27) lors de la Golden League en octobre 2016
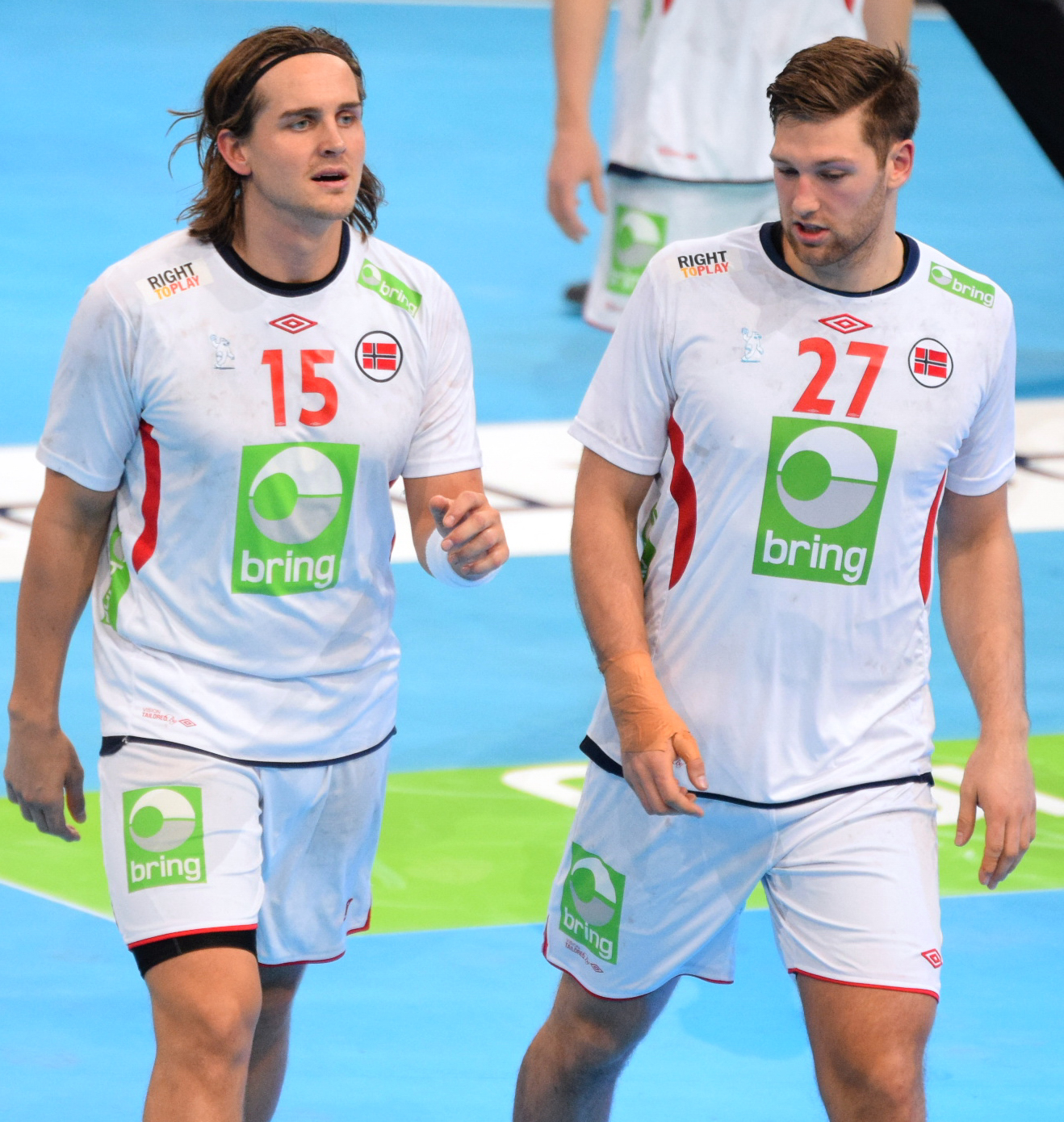
A droite, aux côtés de Tonnesen.
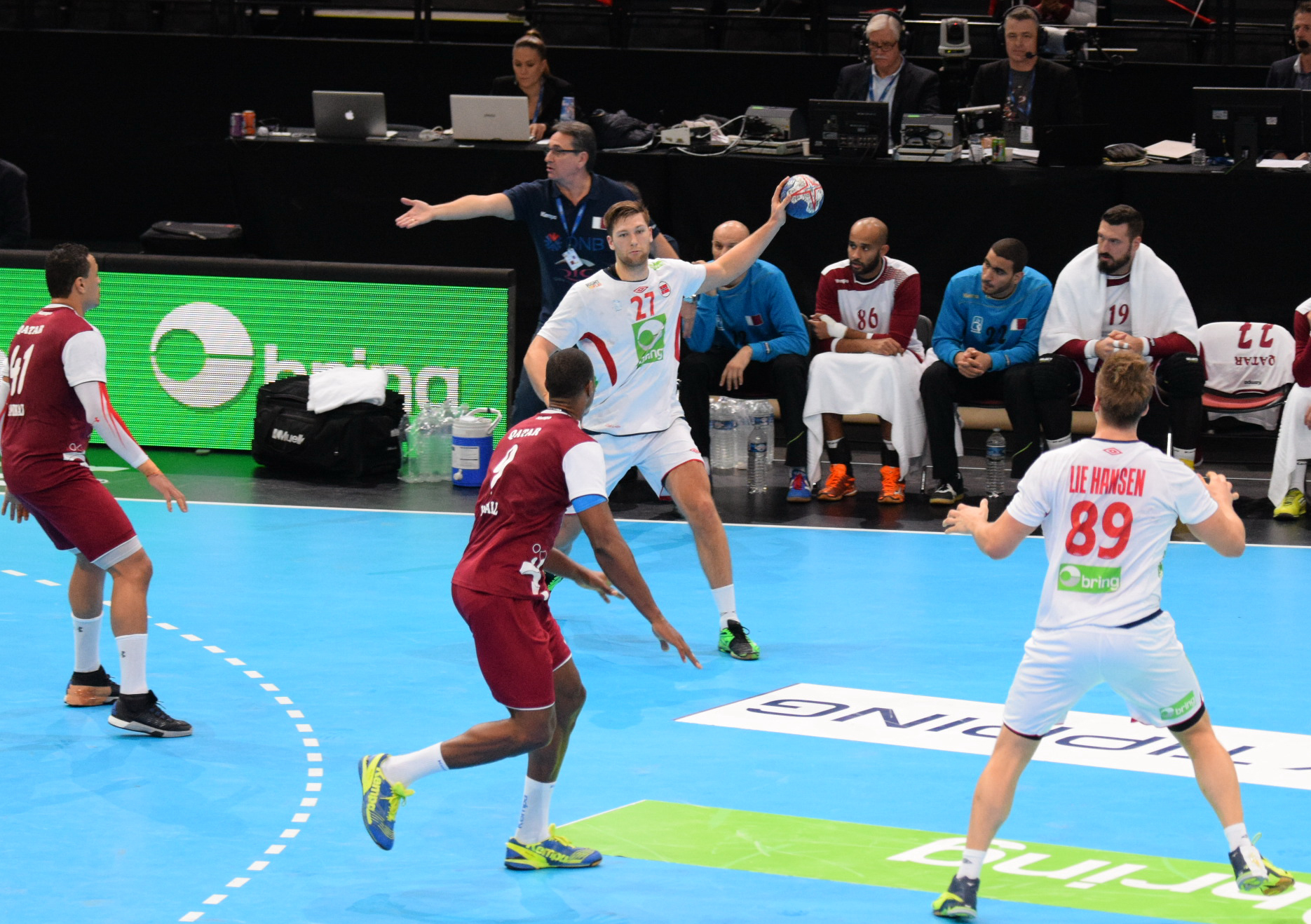
Face au Qatar
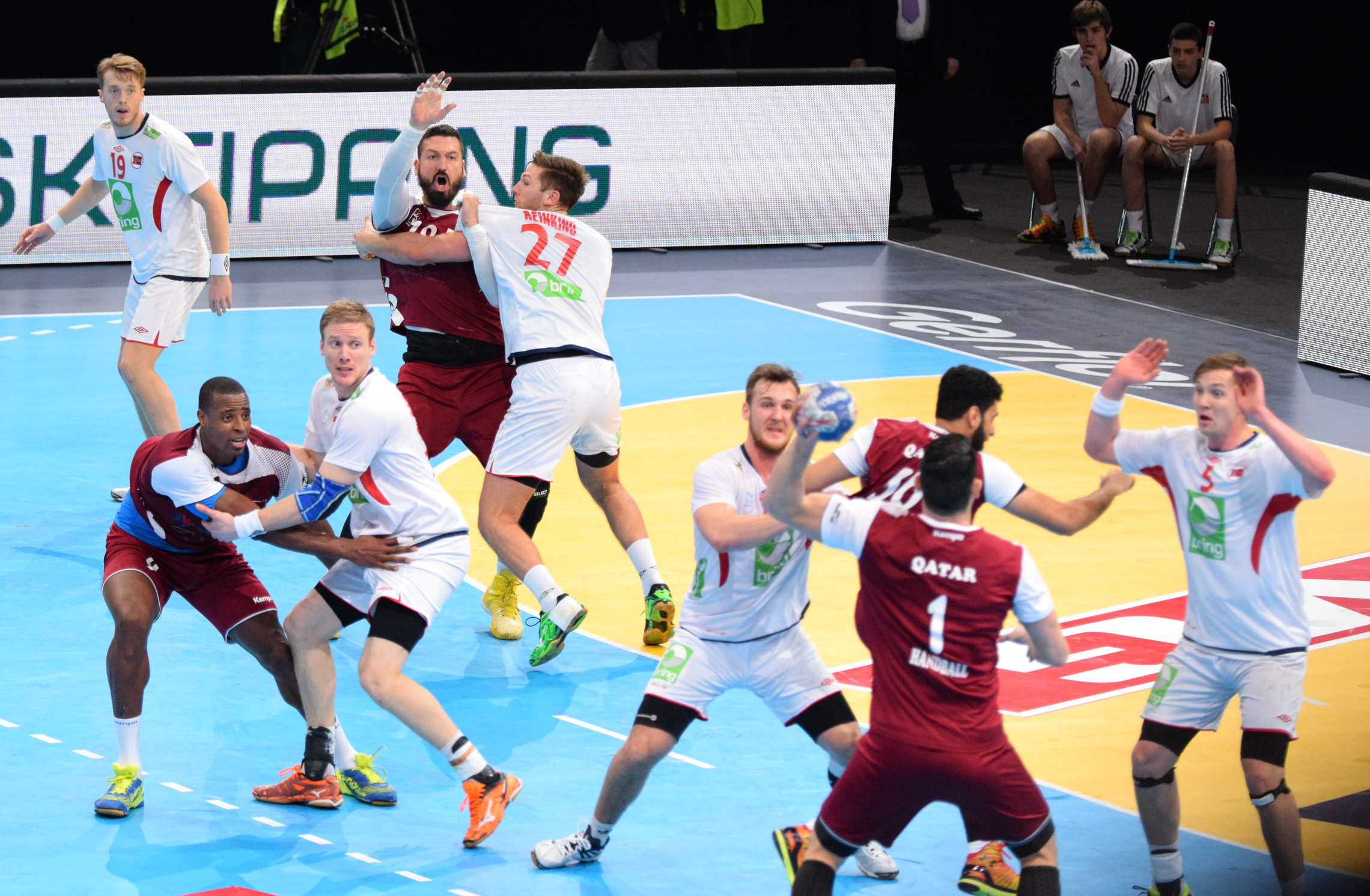
En défense face à Borja Fernandez.